# Drago Pudgar
Drago Pudgar (ur. 27 września 1949 w Črnej na Koroškem) – jugosłowiański skoczek narciarski, uczestnik Zimowych Igrzysk Olimpijskich 1972.
Wystartował w dwóch konkursach skoków narciarskich w ramach igrzysk olimpijskich w Sapporo. Na skoczni normalnej zajął 35. miejsce po oddaniu dwóch skoków na 73,5 metra, a na obiekcie dużym uzyskał 91,5 oraz 84 metry, co pozwoliło mu zająć 23. pozycję.
W latach 1971–1972 startował także w konkursach rozgrywanych w ramach Turnieju Czterech Skoczni. Najwyższe miejsce zajął 29 grudnia 1971 w Innsbrucku, gdzie był 21.